# Foreign Policy
Foreign Policy (chính sách đối ngoại) là một tạp chí Hoa Kỳ hai tháng ra một số, được lập ra vào năm 1970. Chủ đề của tạp chí tập trung vào các chính sách đối ngoại của Hoa Kỳ và chính trị, quan hệ quốc tế và kinh doanh. Nguyên thủy tạp chí này chỉ ra hàng quý, được in trên khổ giấy hẹp độc đáo (4 inch × 11 inch). 

## Lịch sử
Dưới sự quản lý của tổng biên tập Moisés Naím (cựu bộ trưởng Venezuela và nguyên giám đốc Ngân hàng Thế giới) giai đoạn 1996-2010, Foreign Policy hóa thân từ một tạp chí nghiên cứu nghiêm nghị phát hành hàng quý của thập niên 1990 thành tạp chí hào nhoáng và đạt nhiều giải National Magazine (2003, 2007 và 2009) vì Sự xuất sắc tổng quát. Các chủ đề trong tạp chí bao hàm từ chính trị toàn cầu, kinh tế học đến sự hội nhập và ý tưởng. Ngày 29 tháng 9 năm 2008, Công ty Graham Holdings tuyên bố họ đã mua lại Foreign Policy từ tay công ty Carnegie Endowment for International Peace.

## Tác giả bài viết
Những tác giả bài viết trên Foreign Policy bao gồm nhà cựu ngoại giao Mỹ Peter W. Galbraith, phóng viên quân đội đoạt giải Pulitzer Thomas E. Ricks, tác giả có sách bán chạy tầm quốc tế Stephen Walt, blogger Daniel Drezner, cựu cây bút tờ Los Angeles Times Rosa Brooks, người soạn diễn văn cho Condoleezza Rice Christian Brose, giám đốc Ủy ban vụ 11/9 Philip D. Zelikow, cựu cố vấn đặc biệt về lập kế hoạch chiến lược và cải cách định chế cho Tổng thống G. W. Bush Peter Feaver, quan chức hàng đầu Ngũ Giác Đài Dov S. Zakheim, cố vấn chính sách đối ngoại cho John McCain Steve Biegun, các nhà báo David Bosco và Josh Rogin.

## Ấn phẩm
Hàng năm, Foreign Policy xuất bản Chỉ số toàn cầu hóa và Chỉ số thất bại của nhà nước. Báo cáo Inside the Ivory Tower (Bên trong tháp ngà) cung cấp bảng xếp hạng toàn diện các trường đào tạo chuyên nghiệp về quan hệ quốc tế mỗi 2 đến 3 năm. Tạp chí có mục "Think Again", trong đó đăng tải các mẩu thông tin giải thích hoặc vạch trần các quan niệm sai về chính sách ngoại giao (hiện nay).
Foreign Policy có ấn bản tiếng Tây Ban Nha được xuất bản từ 2004.